# Mario Agliati

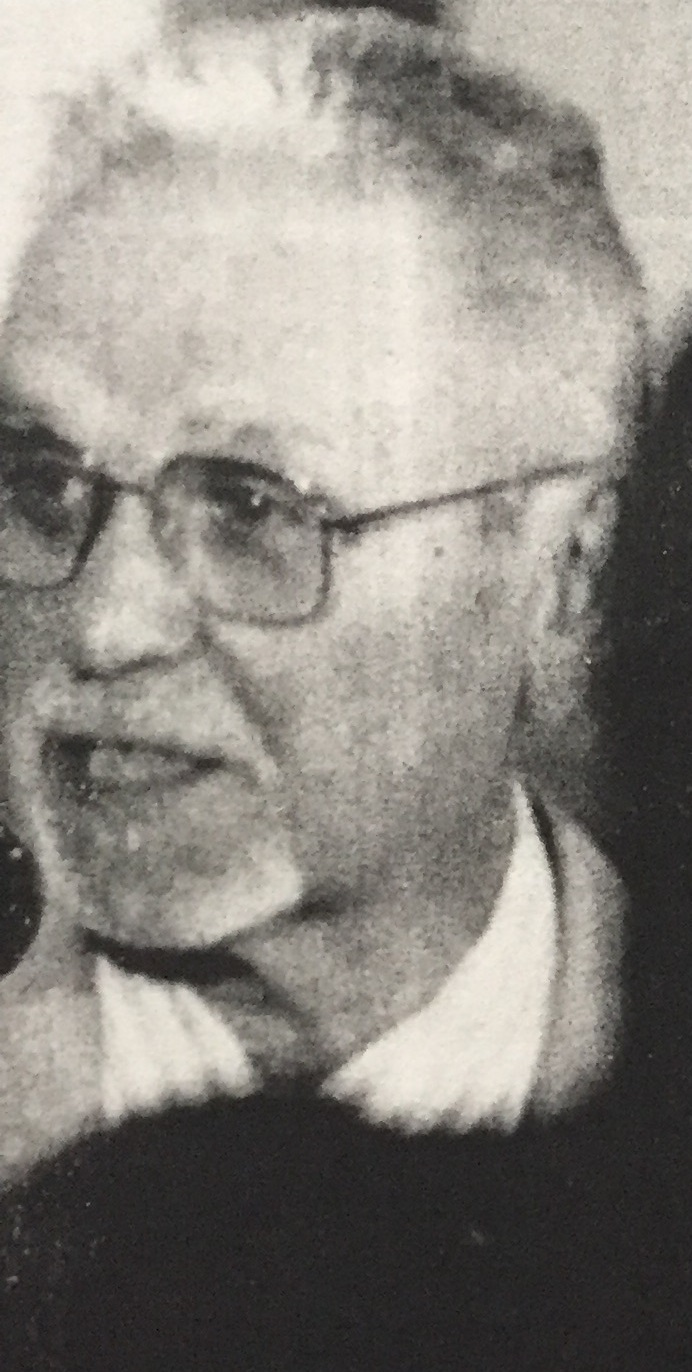
Mario Agliati

Mario Agliati (* 29. Januar 1922 in Lugano; † 15. Oktober 2011 ebenda) war ein Schweizer Schriftsteller, Journalist, Polygraf, Maler, Zeichner und Kunsthistoriker. 

## Leben
Mario Agliati wurde 1922 als Sohn von Carlo, Handwerker und Dekorationsmaler, und Aurelia Biaggi aus Cureglia geboren. Er studierte am Lehrerseminar in Locarno und erhielt später das Lehrerdiplom von der Universität Freiburg (Schweiz). Einige Jahre arbeitete er als Journalist (vorwiegend für die Zeitungen Gazzetta Ticinese und Corriere del Ticino), dann bis 1983 als Lehrer an der städtischen Berufsschule von Lugano.
Als Schriftsteller veröffentlichte er im Jahr 1966 seinen ersten Roman L’erba voglio. Als Historiker publizierte er die Chronik Lugano del buon tempo (1963) und den zweiten Band der Storia della Svizzera (1969). Er gründete 1953 die Zeitschrift Il Cantonetto und leitete sie anschliessend, förderte den Tessinerdialektpreis Cantonetto und gründete die Edizioni del Cantonetto.

## Werke (Auswahl)
- La sezione Baretti. Collana di Lugano, Lugano 1951.
- La sposina del ’909. Gaggini & Bizzozzero, Lugano 1959.
- Lugano del buon tempo. Edizioni del Cantonetto, Lugano 1963.
- L’erba voglio. Edizioni del Cantonetto, Tipografia Pedrazzini, Locarno 1996.
- Ottobre 1925: l’Europa a Locarno. Locarno 1975.
- Carte da caffè. Edizioni del Cantonetto, Lugano 1977.
- I problemi del professor Pilati. 1987.
- La profezia del dottor Donzelli. 1991.
- Il tempietto di due Santi e di due città. Da Sant’Antonio da Padova in Lugano a San Lucio papa in Brugherio. 1994.
- Lugano: racconto di ieri e di oggi. 1999.
- Il mio Bartali. Casagrande-Fida-Sapiens, Lugano 2000.
- La storia del Corriere del Ticino. Casagrande, Lugano 2000.